# Frederik VIII (Schiff, 1914)
Die Frederik VIII war ein 1914 in Dienst gestelltes Transatlantik-Passagierschiff der dänischen Reederei Scandinavian American Line (Skandinavien-Amerika-Linien, SAL), das Passagiere, Fracht und Post von Kopenhagen über Kristiania (ab 1924 Oslo) nach New York beförderte. Die Frederik VIII war bei ihrer Indienststellung das größte Passagierschiff Skandinaviens. 1920 war sie das weltweit erste Handelsschiff, das mit einem Anschütz-Kreiselkompass ausgestattet wurde. Mit ihrer letzten Fahrt im November 1935 und Verschrottung 1936 endete der transatlantische Passagierbetrieb der SAL, deren Vermögenswerte an die DFDS übergingen. 

## Das Schiff

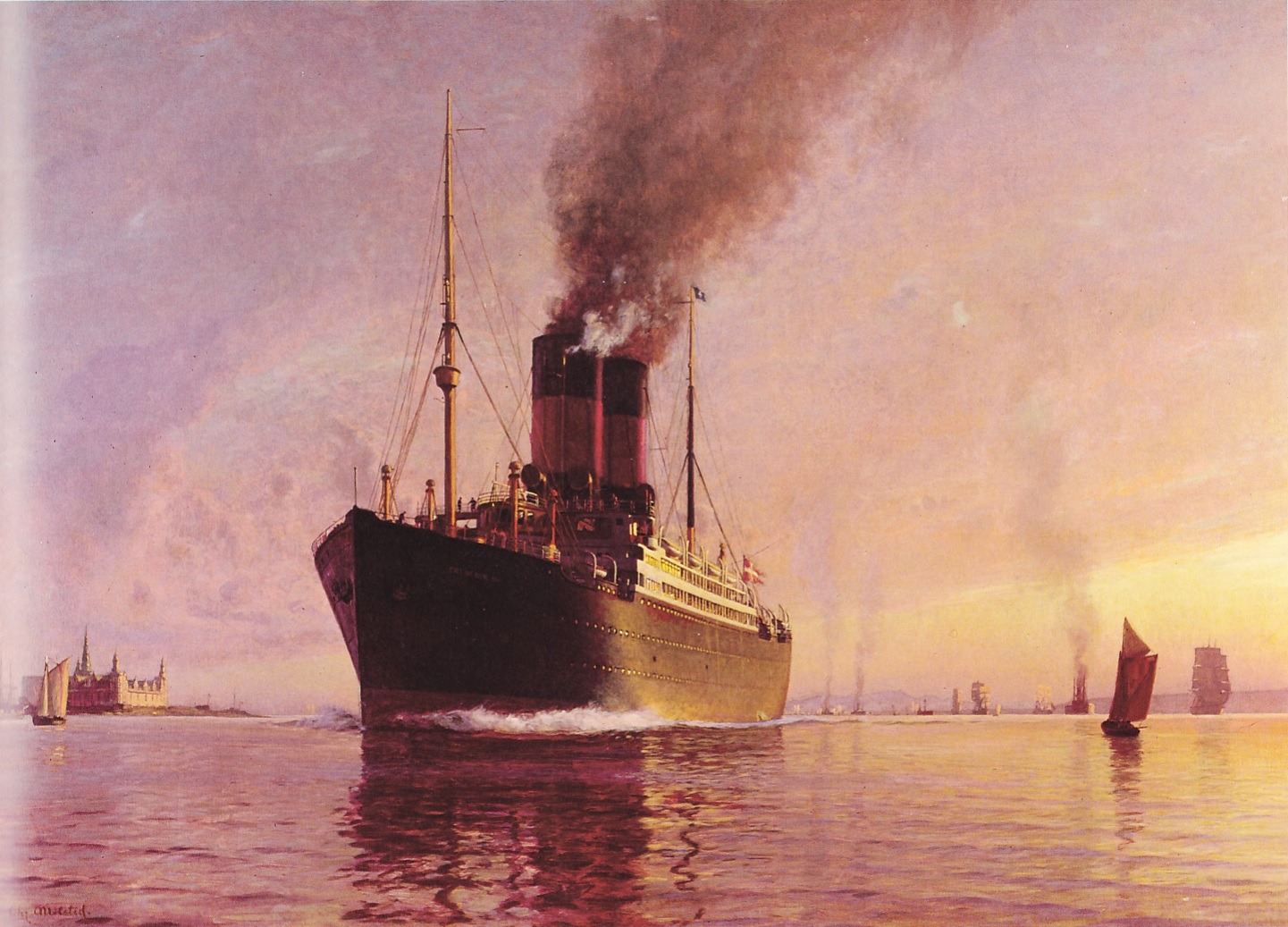
Undatiertes Gemälde von Christian Mølsted.

Der 11.850 BRT große Passagierdampfer Frederik VIII, benannt nach König Friedrich VIII. von Dänemark (1906–1912), wurde im Dezember 1910 bei der deutschen Werft AG Vulcan Stettin in Stettin in Auftrag gegeben und am 27. September 1912 auf Kiel gelegt. Der Stapellauf fand am 27. Mai 1913 und die Probefahrten am 17. Dezember 1913 statt. 
Das aus Stahl gebaute Dampfschiff hatte zwei Schornsteine, zwei Propeller und zwei Masten. Die beiden vierzylindrigen Dampfmaschinen leisteten 11.000 PS und verhalfen dem Schiff zu einer maximalen Reisegeschwindigkeit von 17 Knoten. Die Frederik VIII war das größte Schiff der 1898 formierten SAL und bei Indienststellung zudem das größte Schiff unter der Flagge eines skandinavischen Staats (bis dahin war die 1903 in Dienst gestellte United States mit 10.101 BRT das größte SAL-Schiff gewesen). Die SAL bediente den transatlantischen Passagier- und Güterverkehr der Det Forenede Dampskibs-Selskab (DFDS), einer 1866 gegründet Reederei mit Sitz in Kopenhagen. Die Frederik VIII konnte 121 Passagiere in der Ersten, 259 in der Zweiten und 881 in der Dritten Klasse befördern. Ihre Besatzung bestand aus 245 Mann.

## Geschichte
Am 5. Februar 1914 lief die Frederik VIII in Kopenhagen zu ihrer Jungfernfahrt über Kristiania und Kristiansand nach New York aus. Auf dieser Strecke blieb sie während ihrer gesamten Dienstzeit, wobei es auch zu gelegentlichen Stopps in Philadelphia und Halifax kam. Am 17. Februar 1914 musste sie wegen eines überraschend hohen Kohleverbrauchs einen Zwischenstopp in Ponta Delgada auf den Azoren einlegen, um Kohle nachzubunkern. Erst dann konnte die Jungfernfahrt vollendet werden. Während des Ersten Weltkriegs blieb die Frederik VIII im zivilen Passagierverkehr. 

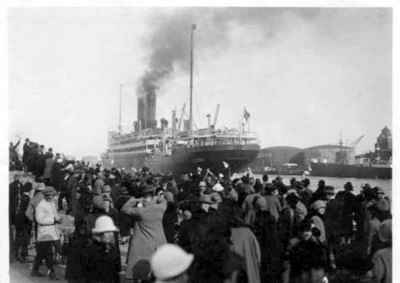
Das Schiff beim Auslaufen aus Kopenhagen, Oktober 1925.

Im Februar 1917 kehrten sowohl der deutsche Ökonom Moritz Julius Bonn und seine Frau, als auch der bisherige deutsche Botschafter in den USA, Johann Heinrich von Bernstorff und sein Stab an Bord der Frederik VIII nach Europa zurück, nachdem die USA die diplomatischen Verbindungen zum Deutschen Reich aufgrund der Kriegslage eingestellt hatte. 
Am 23. November 1918 wurde das Schiff an die britische Regierung verchartert und führte anschließend fünf Überfahrten zwischen Warnemünde, Lübeck, Stettin und Kingston upon Hull durch, wobei es insgesamt ca. 7500 Kriegsgefangene transportierte. Am 18. März 1919 wurde das Schiff an die SAL rücküberstellt. Im August 1920 wurde die Frederik VIII als erstes Handelsschiff überhaupt mit einem Kreiselkompass von Anschütz, einem „Iron Helmsman“ genannten Autopiloten und einem Kursaufzeichnungsgerät ausgestattet. Im Oktober 1920 starb an Bord der dänische Geograph Hans Peder Steensby. 
Ab 1924 stoppte die Frederik VIII gelegentlich und ab 1928 regelmäßig im kanadischen Halifax. Im Juli und August 1924 führte sie zwei Fahrten zwischen Kopenhagen und London im Rahmen der British Empire Exhibition in Wembley durch. Am 23. August 1924 stieß sie bei Leith auf der Themse mit dem Passagier- und Frachtschiff Royal Fusilier (2.187 BRT) der London & Edinburgh Shipping Company zusammen. Es gab keinen Personenschaden. Am 15. Oktober 1925 lief die Frederik VIII in Kopenhagen zu einer Mittelmeer-Kreuzfahrt mit Stopps in Lissabon, Barcelona, Monaco, Genua, Neapel, Palermo, Algier und Gibraltar aus. Unter den Passagieren dieser Kreuzfahrt befand sich unter anderem Kronprinz Frederik von Dänemark. 
Im weiteren Verlauf der 1920er Jahre wurde das Schiff mehrmals umgebaut und modernisiert. Ab November 1925 führte das Schiff nur noch eine Kabinen- und eine Dritte Klasse und ab Oktober 1929 wurde eine Touristenklasse hinzugefügt. Am 21. November 1930 schrammte die Frederik VIII beim Auslaufen aus Kopenhagen über einen Unterwasserfelsen und zog sich mehrere Lecks zu. Das Schiff kehrte um und die Passagiere und Post wurden auf die Hellig Olav (10.085 BRT) der gleichen Reederei transferiert.  
Am 22. November 1935 legte das Schiff zu seiner letzten Fahrt von Kopenhagen über Oslo nach New York ab. Die Rückfahrt begann am 7. Dezember 1935. Damit endete der transatlantische Passagierverkehr der Scandinavian American Line, deren Betrieb eingestellt wurde. Der Mutterkonzern, DFDS, konzentrierte sich ab dem Zeitpunkt nur noch auf seine innereuropäischen Routen.  Am 11. November 1936 wurde die Frederik VIII an das Abbruchunternehmen Hughes Bolckow Shipbreaking Company im schottischen Blyth zum Abbruch verkauft und dort verschrottet.